# Hámos László (emberjogi aktivista)

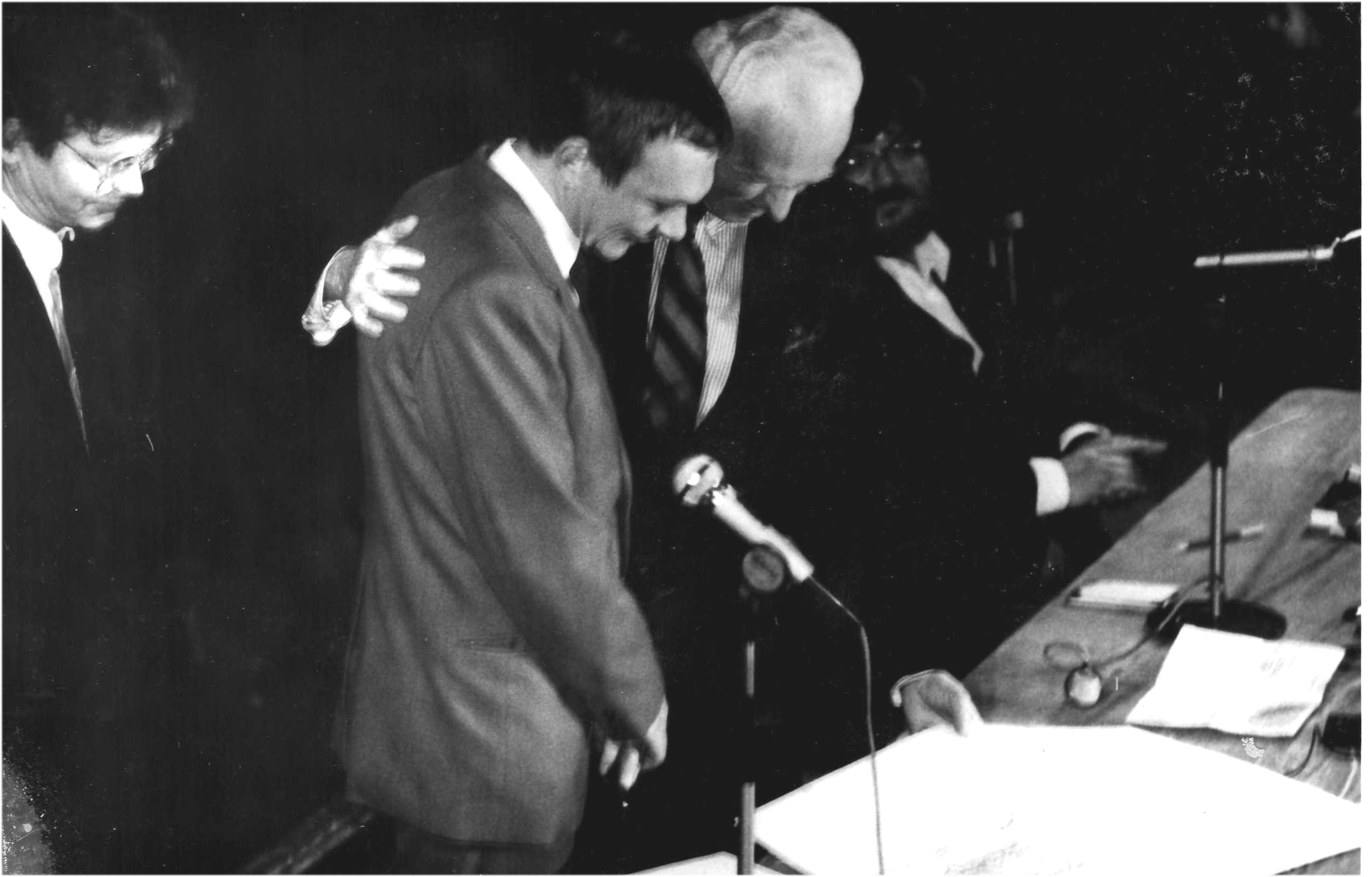
Hámos (balról az első) 1990-ben Kolozsváron Borbély Ernővel, Tom Lantossal, Szőcs Gézával (Csomafáy Ferenc felvétele)

Hámos László (Párizs, 1951. június 22. – New York, 2019. április 16.) amerikai magyar emberjogi aktivista, a Magyar Emberi Jogok Alapítvány társalapítója és elnöke.

## Életpályája
Felvidéki apa (Hámos Ottó) és erdélyi anya (Margit) gyermeke, New Jersey-ben nőtt fel, Massachusettsben járt iskolába, majd a Pennsylvaniai Egyetem nemzetközi kapcsolatok szakán tanult.
Pályafutását jogászként kezdte, hogy aztán élete végéig a Magyar Emberi Jogok Alapítvány (HHRF) irányításának szentelje életét. Angol és magyar nyelvtudása a magyar ügyek szószólójává tette. 1976-ban társalapítója volt a Romániai Emberi Jogokért Bizottságnak, amely 1984-től Magyar Emberi Jogok Alapítvány néven az egyetemes emberi jogok szemszögéből elemezte a kisebbségi jogsértéseket és harcolt a magyar kisebbségek érdekében. 1996-ban az Amerikai Magyar Református Egyesület (Hungarian Reformed Federation of America - HRFA) igazgatójának választották.

## Kitüntetései
- Kisebbségekért Díj (1996)
- Magyar Köztársasági Érdemrend középkeresztje (2001)
- Az Amerikai Magyar Alapítvány Lincoln-díja (2007)
- A Magyar Tudományos Akadémia Arany János-érme[5]  (2011)

## Emlékezete
- Domokos János: Mégis (dokumentumfilm, 2020)